# I ~다레카...
〈I ~누군가...〉(일본어: I 〜誰か... アイ だれか[*])는 코마츠 미호의 23번째 싱글이다.

## 개요
- 구입특전으로 자켓 사진과 같은 디자인의 미니 스티커가 봉입되어있다.

## 수록곡
1. I ~누군가...(I 〜誰か...)
  - 작사 · 작곡: 코마츠 미호, 편곡: 후루이 히로히토

닛폰 TV계 《음악전사 MUSIC FIGHTER》 2004년 10월 POWER PLAY
2. 카무플라주(カムフラージュ)
  - 작사 · 작곡: 코마츠 미호, 편곡: 아사이 히로시
3. sun and moon
  - 작사 · 작곡: 코마츠 미호, 편곡: 오카모토 히토시
4. I ~누군가... (instrumental)